# Gorka Urbizu
Gorka Urbizu Ruiz (Lecumberri, Navarra, 31 de mayo de 1977) es un músico navarro conocido por ser vocalista, guitarrista, teclista ocasional, compositor y miembro fundador de la banda de rock Berri Txarrak. Ha participado en varios proyectos paralelos como Nahi ta naiez con la que editó 1 LP, Peiremans+, con el que editó 2 EP de 5 canciones, Katamalo, con el conocido como «Bihotz Bakartien Kluba» (club de los corazones solitarios) que editó 2 LP. El 15 de enero de 2024 publicó su primer álbum en solitario titulado "Hasiera Bat" con el que abre una nueva etapa.

## Discografía

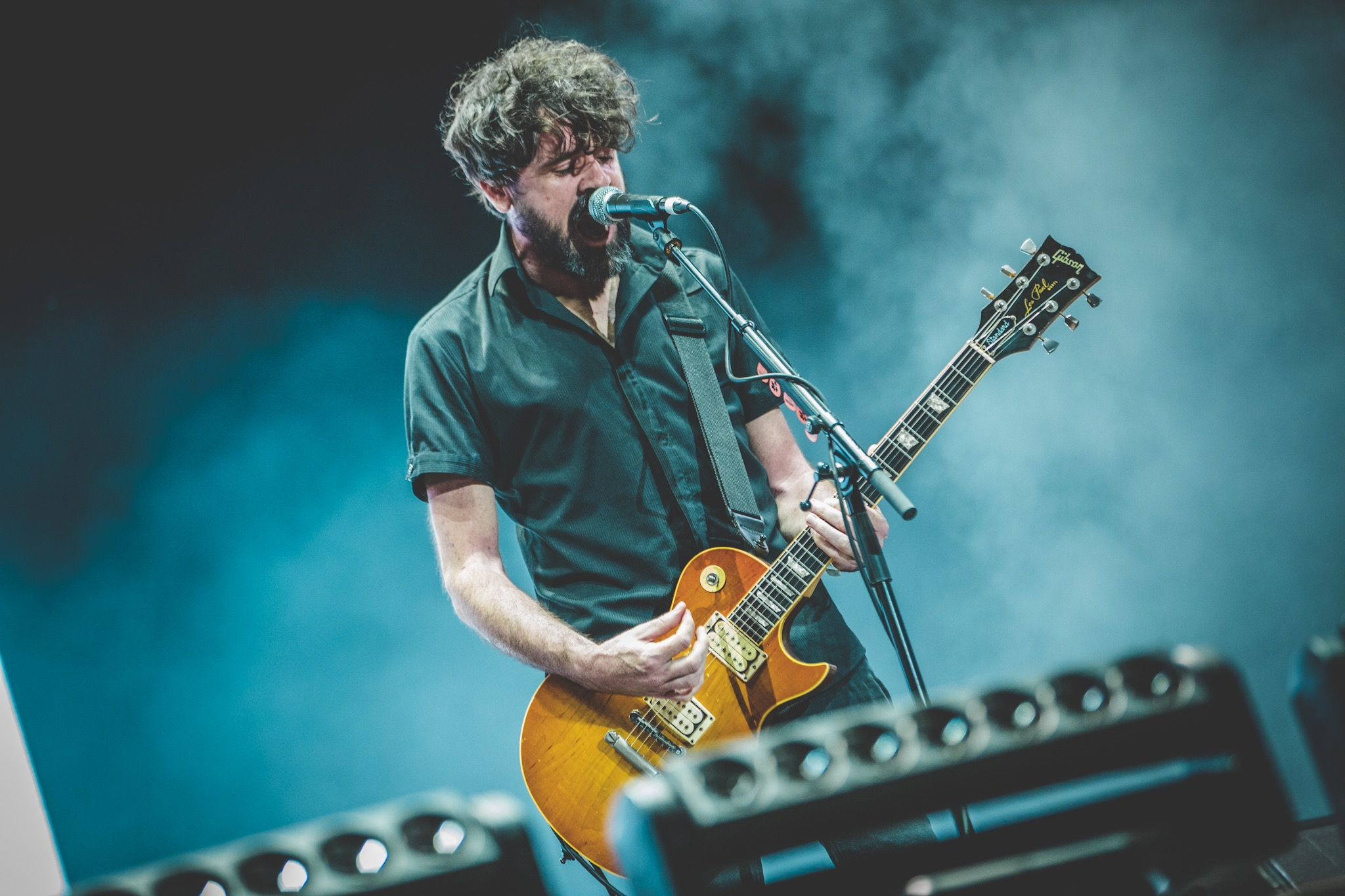
Gorka Urbizu junto a Berri Txarrak en 2019

### ConBerri Txarrak
Álbumes
- Maqueta - 1994 (Independiente)
- Berri Txarrak - 1997 (GOR diskak)
- Ikasten - 1999 (GOR diskak)
- Eskuak/Ukabilak - 2001 (GOR diskak)
- Libre © - 2003 (GOR diskak)
- Jaio.Musika.Hil - 2005 (GOR diskak)
- Payola - 2009 (Roadrunner Records)
- Haria - 2011 (Kaiowas Records)
- Denbora da poligrafo bakarra - 2014 (Only in Dreams)
- Infrasoinuak - 2017 (Only in Dreams)

Otros
- Zertarako Amestu (DVD) - 2007 (GOR diskak)
- Denak ez du balio: Singles 1997-2007 (Recopilatorio) - 2010 (Gor diskak)

### ConKatamalo
Álbumes
- Bihotz Bakartien Kluba  - 2007
- Erantzi Zuzenean - 2008
- Plateurenean Zuzenean - 2012

### ConPeiremans+
Álbumes
- Peiremans+ - 2005
- Bigarren Saria - 2016

### En solitario
Álbumes
- "Hasiera Bat" - 2024 (Only in Dreams)